# Aloe versicolor
Aloe versicolor é uma espécie de liliopsida do gênero Aloe, pertencente à família Asphodelaceae.